# Ratenkredit

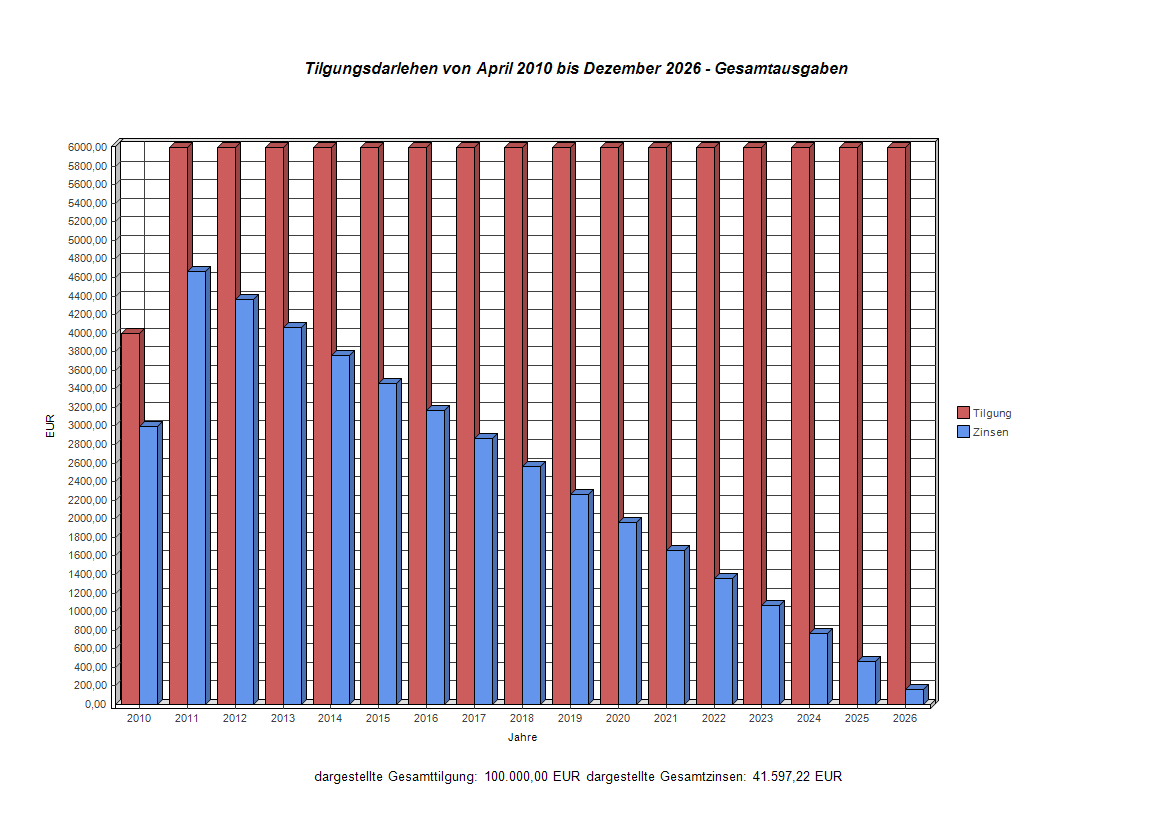
Typischer Verlauf eines Abzahlungsdarlehens, einer Form des Ratenkredits: gleichbleibend hohe Tilgungsraten

Ein Ratenkredit (englisch installment loan) ist ein Kredit, welcher in Form eines Darlehens in einer Summe ausgezahlt wird und in Raten zurückzuzahlen ist. In seiner häufigsten Form kommt er als Annuitätendarlehen vor.

## Allgemeines
Das Kompositum „Ratenkredit“ besteht aus der verkürzten Form der „Tilgungsrate“ und „Kreditrate“ und wird in dieser Form in der Umgangssprache benutzt. Das Gesetz bezeichnet den Ratenkredit hingegen als „Darlehen, das in Teilzahlungen zu tilgen ist“ (§ 498 BGB). Hiermit ist der Verbraucherkredit gemeint, doch auch Investitionskredite an Unternehmen und Selbständige können als Ratenkredite ausgestaltet sein. „Teilzahlungen“ sind mindestens zwei Teilleistungen, die in ihrer Gesamtheit die Höhe des Gesamtkredits erreichen.
Der Ratenkredit ist nicht auf das Bankwesen beschränkt, sondern kommt in vielen Alltagssituationen vor. Im Warenhandel, insbesondere Versandhandel, ist er Grundlage des Teilzahlungsgeschäfts. Beim „offenen Buchkredit“ oder „ungeregelten Kredit“ lässt der Kunde „bei seinem Einzelhändler anschreiben“ und zahlt den Kredit ratenweise oder ganz zurück. Das Anschreibenlassen ist die engste Verbindung zwischen Ware und Kredit. Das gilt auch für den Bierdeckel in der Kneipe, auf dem der Gastwirt alle Bestellungen eines Gastes vermerkt, bis er diese bezahlt. Anschreibenlassen und Bierdeckel sind klassische Lieferantenkredite.
Ratenkredite werden von Kreditinstituten unter verschiedenen werblichen Namen wie beispielsweise Anschaffungskredit, Autokredit oder Kleinkredit (Ratenkredit für Beträge zwischen etwa 500 € und 50.000 €) angeboten. In Österreich sind auch die Bezeichnungen Schalterkredit und Abstattungskredit üblich.

Zu unterscheiden ist der Ratenkredit dabei vom Rahmenkredit, bei dem man die Auszahlung startet, wann und wie oft und in welcher Höhe man selbst wünscht, da die Kreditlinie auf Dauer (endlos) angelegt ist. Den Zeitpunkt und die Höhe der Rückzahlung bestimmt man beim Rahmenkredit selbst, monatlich abgebucht werden die Zinsen.

## Geschichte

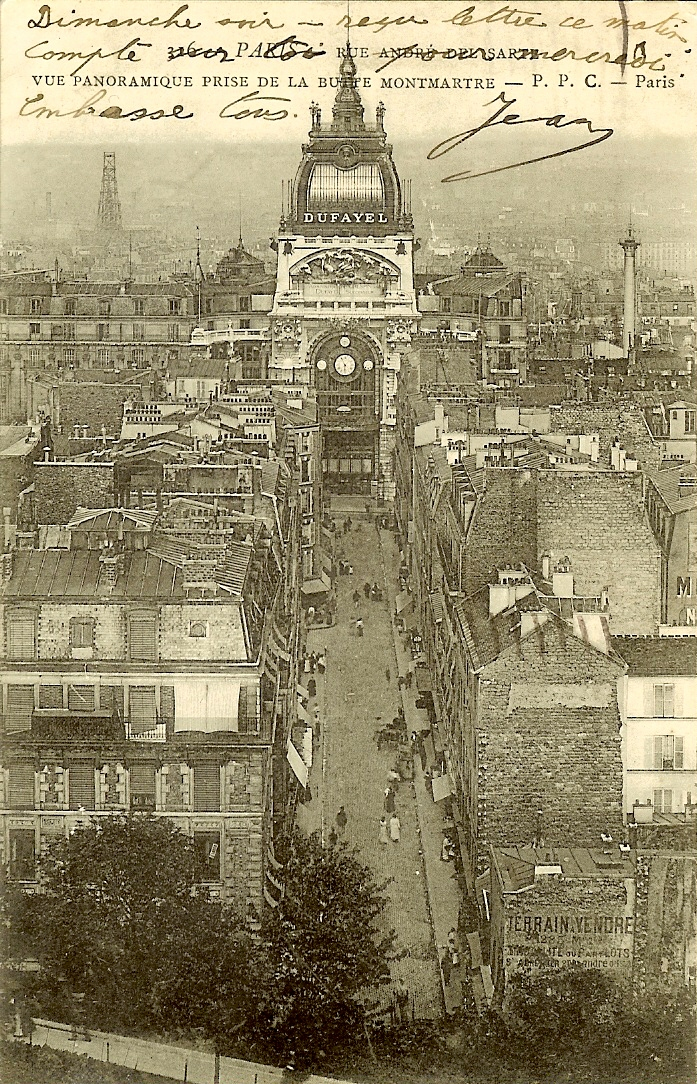
Paris – Grands Magasins Dufayel (1904)

Der Ratenkredit hat nach Werner Sombart seinen Ursprung um 1750 in London („installment credits“). Im Jahre 1807 führte das damals älteste Möbelhaus der USA, Cowperthwait & Sons, den Ratenkredit mittels Zahlungsplan in New York City ein. Die Singer Sewing Machine Company begann um 1850 nach dem Teilzahlungssystem Nähmaschinen zu verkaufen. Der deutsche Einzelhandel folgte 1849 im Teilzahlungsgeschäft mit dem Hamburger „Warenkredithaus“ Alex Friedländer, der gegen Wochen- oder Monatsraten Textilien und später auch Möbel und andere Einrichtungsgegenstände verkaufte. Die Vertriebsorganisation wurde ganz auf diese Methode umgestellt. Danach entwickelte sich das Teilzahlungssystem planmäßig in Frankreich weiter, wo 1856 das Pariser Kaufhaus Grands Magasins Dufayel den Ratenkredit anbot. Es soll seinen Käufern Kundenkonten eröffnet und in gleicher Höhe Kaufbons („bons d’achat“) ausgegeben haben. Im Januar 1917 erhielt der „Commercial Investment Trust“ ein Patent für einen „Auto-Finanzierungs-Plan für den Großhandel“ und begann mit der Autofinanzierung zunächst von Rennwagen.

## Rechtliche Regelungen
Ist ein Verbraucher der Schuldner eines Ratenkredits, gelten die Bedingungen des Verbraucherkredits der §§ 491 ff. BGB. Der Tilgungsplan ist nach § 492 Abs. 3 Satz 2 BGB in Verbindung mit Art. 247 § 6 Abs. 1 Nr. 4 EGBGB gesetzlicher Pflichtbestandteil des Kreditvertrages und muss mindestens Angaben über Tilgungsrhythmus, Höhe der linearen Tilgungsraten und deren Fälligkeit enthalten. Als Tilgungsrhythmus ist monatliche, vierteljährliche oder halbjährliche Zahlung die Regel. Der im Tilgungsplan festgelegte Tilgungsrhythmus und die Höhe der Tilgungsraten können durch den Kreditnehmer nicht einseitig verändert werden, so dass außerplanmäßige Tilgungen nicht möglich sind. Binnen 14 Tagen kann der Kreditnehmer dem Kreditvertrag widersprechen (§ 495 BGB) und muss dann aber den Kreditbetrag sofort zurückzahlen. Weiterhin sind Formvorschriften (Schriftform, Angabe des Effektivzinses u. a.) vorgeschrieben.
Der Kreditgeber darf den Kredit kündigen, wenn der Kreditnehmer ganz oder teilweise mit zwei aufeinander folgenden Tilgungsraten in Verzug ist (§ 498 Nr. 1 BGB) und den ausstehenden Betrag nicht innerhalb von 14 Tagen nach Mahnung beglichen hat (§ 498 Nr. 2 BGB). Dieses Kündigungsrecht des Kreditgebers gilt nur, wenn die zwei aufeinander folgenden Teilzahlungen mindestens 10 % (bei einer Kreditlaufzeit von bis zu drei Jahren) oder mindestens 5 % (bei einer Kreditlaufzeit von mehr als drei Jahren) des Darlehensbetrags erreichen.
Für Darlehen, die ab dem 11. Juni 2010 abgeschlossen werden oder wurden, gilt eine neue EU-Richtlinie: Kreditnehmer können künftig jederzeit und ohne Einhaltung einer Kündigungsfrist vom Darlehensvertrag zurücktreten. Banken dürfen allerdings eine Vorfälligkeitsentschädigung verlangen, wenn der Kreditnehmer frühzeitig aus seinem Vertrag aussteigt. Die Höhe der Entschädigung ist vom Gesetzgeber genau festgelegt worden: bei Krediten mit mehr als 12 Monaten Restlaufzeit darf sie maximal 1,0 Prozent betragen; bei Krediten mit weniger als 12 Monaten Restlaufzeit sind nicht mehr als 0,5 Prozent des Restsaldos möglich.

## Wirtschaftliche Fragen
| Jahr   | Restschuld | Zins     | Tilgung   | Rate      |
| ------ | ---------- | -------- | --------- | --------- |
| 1      | 100.000 €  | 5.000 €  | 20.000 €  | 25.000 €  |
| 2      | 80.000 €   | 4.000 €  | 20.000 €  | 24.000 €  |
| 3      | 60.000 €   | 3.000 €  | 20.000 €  | 23.000 €  |
| 4      | 40.000 €   | 2.000 €  | 20.000 €  | 22.000 €  |
| 5      | 20.000 €   | 1.000 €  | 20.000 €  | 21.000 €  |
|        |            |          |           |           |
| Summen |            | 15.000 € | 100.000 € | 115.000 € |

Der Ratenkredit ist der Regelfall im Teilzahlungsgeschäft und die klassische Tilgungsform des Konsumkredits. Der im Kreditvertrag vorgesehene Kreditzins ist meist für die gesamte Laufzeit als Festzins unveränderlich, wodurch die Kalkulationssicherheit für den Kreditnehmer optimiert wird. Die Kreditlaufzeit orientiert sich an der Höhe der aufzubringenden Tilgungsraten und an der Lebensdauer der finanzierten Konsumgüter. Die Tilgungsraten umfassen im Regelfall nicht die Zinsen, die zusätzlich anfallen und deshalb zu einer verringerten Annuität führen. Anhand der Anzahl und Höhe der Tilgungsraten errechnet sich die Laufzeit. Je höher die Tilgungsraten und je kürzer der Tilgungsrhythmus sind, umso geringer ist der gesamte Zinsaufwand und umgekehrt. Mit fortschreitender Tilgung sinkt das zu verzinsende Restkapital und damit der Zinsaufwand degressiv.
{\displaystyle {\text{Kreditlaufzeit}}={\frac {\text{Kreditbetrag}}{\text{Höhe der Monatsraten}}}}.
Je höher mithin die einzelnen, gleichbleibend hohen Tilgungsraten ausfallen, umso kürzer wird die Kreditlaufzeit und umgekehrt. Die Höhe der Tilgungsraten wiederum ist am monatlich verfügbaren Einkommen eines Privathaushalts oder am Cashflow eines Unternehmens auszurichten. Tilgungsrate und Zinsaufwand bilden zusammen den Schuldendienst des Ratenkredits, aus dem die Kreditinstitute den Schuldendienstdeckungsgrad errechnen. Dieser gibt an, ob ein Kreditnehmer aufgrund seines Einkommens/Cashflows imstande ist, den Ratenkredit nebst Zinsen zurückzubezahlen. Ein für Privathaushalte gerade noch tragbarer Schuldendienstdeckungsgrad liegt bei 50 % des verfügbaren Einkommens (von dem alle fixen Ausgaben wie Miete, Versicherungsprämien und Energiekosten bereits bezahlt wurden).
Eine Sonderform ist der Ballonkredit, dem zwar ein Tilgungsplan zugrunde liegt, der jedoch keine konstanten Tilgungen vorsieht. Die höchste Tilgungsrate ist zum Ende der Kreditlaufzeit fällig („Ballon“), diese Restschuld entspricht wie der Restwert beim Leasing dem erwarteten Verkehrswert des Fahrzeuges.

## Abwicklung
Ratenkredite sind meistens standardisierte Bankprodukte für Privatkunden. Ratenkredite zählen zu den gebräuchlichsten Kreditarten, bewegen sich in einer Höhe von rund 1.000 bis 75.000 Euro und haben eine Laufzeit von maximal 84, manchmal auch 120 Monaten.
Sie werden meist als Blankodarlehen, d. h. ohne die Stellung von Sicherheiten gewährt. Lediglich eine Lohn- und Gehaltsabtretung ist typischerweise als Sicherheit im Vertrag vereinbart. Sofern die Bonität des Kreditnehmers nicht ausreicht, kann eine Bürgschaft zusätzlich von der Bank gefordert werden. Bei der Finanzierung von Kraftfahrzeugen ist es üblich, eine Sicherungsübereignung von Kraftfahrzeugen vorzunehmen. Einige Kreditinstitute verzichten jedoch mittlerweile – im Sinne einer standardisierten und ökonomischen Bearbeitung – auch bei derartigen Finanzierungen auf diese Sicherungsübereignung.
Die Rückzahlung erfolgt in der Regel in gleichen Monatsraten. Diese Monatsraten enthalten die Kredittilgung und ggf. die Gebühren des Kreditinstitutes. Die Zinsen eines Ratenkredites liegen höher als bei Baufinanzierungen, oftmals aber niedriger als bei Dispositionskrediten. Früher wurden typischerweise einmalige Bearbeitungsgebühren von meist 2 bis 3,5 % der Kreditsumme gefordert. Das ist jedoch ab Oktober 2014 nachträglich durch den BGH verboten worden, so dass inzwischen Bearbeitungsgebühren unzulässig sind.
Viele Händler, Versicherungsvertreter sowie freie Vermittler bieten als Kreditvermittler Ratenkredite von Banken an. Oftmals wird mit dem Ratenkreditvertrag eine Restschuldversicherung abgeschlossen, die weitere Kosten verursacht.
Überwiegend werden die Zinssätze heute als bonitätsabhängiger Zinssatz individuell festgelegt. Einige Direktbanken bieten Ratenkredite günstiger als Filialbanken an. Inzwischen ist das Kreditvergabeverfahren auch bei vielen Filialbanken soweit standardisiert und vereinfacht, so dass sich ein Vergleich der Konditionen zur Direktbank lohnen kann.
Im Kreditvertrag muss der Effektivzins angegeben werden, um eine leichtere Vergleichbarkeit der Kreditkosten der verschiedenen Kreditgeber sicherzustellen.
Ratenkredite werden typischerweise an die Schufa gemeldet.

## Umschuldung
Wird ein Ratenkredit durch einen neuen Ratenkredit umgeschuldet, so spricht man von einem Kettenkreditvertrag.